# Marek Kochanowski
Marek Kochanowski (24 stycznia 1974 w Białymstoku) – polski naukowiec, literaturoznawca, pisarz, eseista, animator i menadżer kultury, były dziennikarz, profesor Uniwersytetu w Białymstoku.

## Życiorys
Ukończył Szkołę Podstawową nr 34 w Białymstoku, V LO im. Jana III Sobieskiego w Białymstoku, gdzie m.in. redagował szkolną gazetę „Świstak”. W latach 1993–1998 studiował filologię polską na Filii Uniwersytetu Warszawskiego w Białymstoku (od 1997 Uniwersytet w Białymstoku) i przez krótki czas historię na tej uczelni, a w 2006 r. kulturoznawstwo na SWPS. W 2014 ukończył podyplomowe studia „Menadżer kultury” (Szkoła Główna Handlowa 2014). W latach dziewięćdziesiątych związany ze studenckim ruchem kulturalnym, był redaktorem naczelnym „Gazety Akademickiej. Pisma Studentów Filii UW” (1997/98), w której wielokrotnie publikował. Laureat konkursów literackich.

## Osiągnięcia
Autor kilkudziesięciu publikacji poświęconych kulturze Podlasia, modernizmowi i literaturze popularnej. Wykładał na uniwersytetach we Włoszech, Węgrzech, Niemczech, Litwie, Łotwie, Słowenii, Czechach, Azerbejdżanie, Bułgarii. Odbywał staże krótko- i długoterminowe w Wiedniu, Rzymie, Wilnie. W 2001 r. odbył półroczny staż naukowy w Instytucie Badań Literackich PAN pod kierownictwem prof. dr hab. Michała Głowińskiego. Na białostockiej polonistyce zapoczątkował badania naukowe poświęcone literaturze Białegostoku. Od 2007 członek kapituły Nagrody Literackiej Prezydenta Miasta Białegostoku im. Wiesława Kazaneckiego i jej kilkukrotny przewodniczący. Laureat Stypendium Artystycznego Prezydenta Miasta Białegostoku (2019, 2021).
Publikował w wielu pismach naukowych, również artykuły w języku angielskim i niemieckim, a także m.in. we „Wprost”, „Ozonie”, dodatku do „Newsweeka”, „Kurierze Porannym”, „Gazecie Wyborczej”, „Graffiti” (jako Marek Tęczyński), pismach branżowych m.in. w: „Vademecum Domatora”, „Łazienka”. Prowadził ponad 100 spotkań autorskich, paneli, dyskusji publicznych z udziałem ludzi świata kultury i polityków. Jest autorem wielu wykładów poświęconych animacji kultury i literaturze, wygłoszonych w szkołach, instytucjach kultury w Polsce i za granicą. Na Uniwersytecie w Białymstoku prowadził m.in. zajęcia z kreatywnego pisania, animacji kultury, dziennikarstwa. W latach 2013–2020 odpowiadał za promocję Wydziału Filologicznego UwB. Dyrektor artystyczny Festiwalu Literackiego Zebrane.
Do jego zainteresowań naukowych należą Wilno w twórczości podlaskich poetów oraz Białystok przejmujący rolę mostu w kontaktach kulturalnych z Wilnem. Prowadzi badania naukowe pogranicza kultur i literatury Podlasia.

### Stowarzyszenie „Fabryka Bestsellerów”
Współzałożyciel i wieloletni prezes białostockiego Stowarzyszenia „Fabryka Bestsellerów”, które od 2006 r. zorganizowało m.in. kilkadziesiąt festiwali i akcji literackich; festiwale w ramach 4 Pór Książki Instytutu Książki, festiwale: Zebrane, Przeczytać Białystok, Wszędy Literacki. Stowarzyszenie organizowało także wykłady, panele dyskusyjne, spotkania autorskie, promocje książek, slamy poetyckie, kiermasze książek dla dzieci, zajęcia ilustratorskie, happeningi, warsztaty dla młodzieży, m.in.: fotograficzne, edytorskie, kreatywnego pisania, wyprodukowało film dokumentalny poświęcony Wiesławowi Kazaneckiemu. Fabryka Bestsellerów wydała zbiory opowiadań (w tym „Śmierć na dobry początek”, pierwszy zbiór opowiadań o Białymstoku), komiksy („7+2”, pierwszy komiks o Białymstoku), pierwszy przewodnik dla dzieci po Białymstoku („Spacer z Kawelinem”). Stowarzyszenie otrzymało w 2013 r. Nagrodę Artystyczną Prezydenta Miasta Białegostoku w kategorii organizatorskiej.

## Pełnione funkcje
1) Kierownik studiów doktoranckich na Wydziale Filologicznym UwB (2019-2023).
2) P.o. Kierownika Zakładu Literatury XIX Wieku i Kultur Regionalnych, Wydział Filologiczny UWB (2022).
3) Koordynator ds. programu ERASMUS, p.o. Wydziałowego Koordynatora ds. Programu Erasmus+. Wydział Filologiczny UwB. (2022).
4) Kierownik Studiów Podyplomowych nadających kwalifikacje do nauczania języka polskiego jako drugiego przedmiotu, Wydział Filologiczny UwB (2023-2024).
5) Dyrektor Biblioteki Uniwersyteckiej im. Jerzego Giedroycia (od: 2024-09-06).

## Dzieła

### Monografie naukowe
- Powieści Witkacego wobec schematów powieści popularnej (2007)
- Modernizacje tradycji w wybranych utworach współczesnej kultury popularnej (wraz z P. Stasiewiczem, 2013)
- Melodramatyzm i powieść. Od rytuału do sensacji (Żeromski, Mniszkówna, Strug) (2015)[19]
- Modernizm mniej znany. Studia i szkice (2016)[20]
- Utrwalanie szlaków. Studia o literaturze Podlasia (2022)[21]

### Redakcje i współredakcje monografii
- Wiek kobiet w literaturze (2002)
- Twórczość Wiesława Kazaneckiego (2010)
- Podlasie w literaturze – literatura Podlasia (po 1989 roku). Nowoczesność- regionalizm-uniwersalizm (2012)
- Twórczość Wiesława Kazaneckiego oraz laureatów nagrody literackiej jego imienia (2020)[22]
- Literackie Podlasie kobiet. Autorki, bohaterki, konteksty (2022)[23]

### Edycje krytyczne tekstów
- Andrzej Strug, Miliardy. Edycja krytyczna (2022)[24]

### Książki literackie
- Miasto rebus. Eseje o Białymstoku (2020)
- Od początku. Zbiór próz (2022)